# День рождения Земли (альбом)
«Де́нь рожде́ния Земли́» — единственный студийный альбом группы «Земляне», выпущенный фирмой «Мелодия» на виниловом диске-гиганте в формате полноценного музыкального альбома на грампластинке, несмотря на огромную популярность группы в СССР в период 80-х годов.

## Информация об альбоме
Полноценный самиздатовский 60-минутный магнитоальбом группы «Земляне» 1987 года под названием «Радость и печаль» включавший в себя 16 композиций, имел хождение среди народа посредством распространения в тогдашних сетях «киосков звукозаписи». В том же 1987 году фирма грамзаписи «Мелодия» удивительно оперативно официально выпустила материал этого альбома в виде двух виниловых пластинок: в формате диска-гиганта «День рождения Земли» (LP, C60-25867-004) состоящего из 10 треков, и как-бы дополняющего его миньона «Дымкою мая» (EP, С62-26331-2) состоящего из четырёх треков под условным названием по первой песне пластинки. Однако, воплощение музыкального материала в виде официальных изданий в формате пластинок на «Мелодии» выявило одну существенную неприятность: некоторые песни были частично обрезаны, ввиду лимита времени возможной вместимости любой виниловой пластинки, и к большинству песен, в отличие от самиздатовского варианта магнитоальбома, был применён затухающий звук на последнем припеве после гитарного соло (так например, песня «Чудо рок-н-ролл» из 4-х минут с двумя гитарными соло, вообще была урезана почти вдвое до 2 мин. 30 сек.). Песни обеих пластинок были также изданы и на официальной компакт-кассете вышедшей на ВФГ «Мелодия», под общим альбомным названием «День рождения Земли» (MC, CM-01632). Из полноценного самиздатовского варианта магнитоальбома 1987 года, на пластинках так и не уместились (по банальным техническим причинам отсутствия места) две песни: «Я знаю» и «Видеомагнитофон». Однако, официальный кассетный вариант альбома «Мелодии» всё-таки состоял уже из 15 песен (включая трек «Я знаю»). Шуточная песенка «Видеомагнитофон» так и не уместилась на официальные релизы «Мелодии» и существовала только в самиздатовском варианте магнитоальбома «Радость и печаль», точно также именно в самиздатовском варианте и все композиции альбома были целиком полноценны, без какой-либо технической кастрации их по времени звучания.

## Рецензии
По словам Юрия Морозова пластинка редкость среди выпущенных студией «Мелодия» — с живым, естественным вокалом — удивительно, как запись прошла контроль ОТК студии «Мелодия», который обычно в погоне за качеством не допускал «задувания» в микрофон, но в данном случае почему-то пропустивший запись:

…действительно высокопрофессиональная «Мелодия» удушившая профессионализмом последние судороги живинки в вокале, под шум и гром аплодисментов рожает проверенный и обнюханный с 9-ти сторон супердиск всех времен и народов группы «Земляне» — «День рождения Земли».

Пристрастие «Землян» к концертной деятельности дало повод иным критикам утверждать, что главное для группы — поразить, «подавить» эффектами, а сама музыка, песни — дело второстепенное. Приводили в пример и тот факт, что за семь лет работы на профессиональной сцене «Земляне» не выпустили ни одной сольной пластинки…
— Но в том не наша вина! — восклицает руководитель «Землян» Владимир Киселёв. — Просто еще недавно рок-жанр не получал поддержки. Мы же мечтали записать именно рок-альбом и счастливы, что теперь такая возможность нам представилась.
Итак, премьера состоялась. Записана пластинка молодыми музыкантами! Да-да, не удивляйтесь этому парадоксу. Дело в том, что около года назад, почувствовав необходимость перемен, которые позволили бы ансамблю удержаться на позициях лидеров рок-жанра, Владимир Киселёв пошел на шаг рискованный, смелый. Он набрал новый состав музыкантов, доверил молодым, ищущим артистам судьбу группы. Потребовался год на эту трудную перестройку, но этот шаг был необходим и перспективен.
«Земляне» считаются прежде всего группой концертной. Они умело развертывают перед многотысячной аудиторией Дворцов спорта и стадионов все краски своего лайт-шоу, поражая самыми современными техническими приемами. Музыканты на сцене энергичны и подвижны, но эта легкость достигается долгим трудом, ежедневными репетициями под руководством режиссера-постановщика.
Первые концерты новых «Землян» подтвердили: группа теперь звучит более современно и свежо. Телевизионные премьеры показали, что интересней стал и видеоряд. Ну а каков класс музыкантов в грамзаписи — на этот вопрос вы можете ответить сами, послушав этот диск.
— Михаил Садчиков, музыкальный обозреватель ленинградской молодежной газеты «Смена»

Песни, вошедшие в альбом «День рождения Земли», представляют опыты молодых ленинградских музыкантов в разных направлениях современной музыки. Здесь и элементы стиля реггей, и «новая волна», и хеви-метал, и традиционные эстрадные мотивы, и рок-баллады…
Узнаваемости песен «Землян» во многом помогает вокал. Сергей Скачков хоть и выступает на эстраде десять лет, но до сих пор умеет находить в своём голосе новые краски. Под стать ему и новый вокалист группы Юрий Жучков, диапазон которого позволяет петь композицию «Гранит» и гитарную балладу «Песня для матери».
— Ежеквартальный иллюстрированный каталог-бюллетень «Мелодия», №4, 1987

Почти 17-миллионным тиражом разошлись за восемь лет существования группы пластинки с её песнями. А в конце осени минувшего года вышел в свет их первый диск-гигант «День рождения Земли», названный так по песне на стихи Бориса Дубровина и музыку «коренных землян» Сергея Скачкова и Владимира Киселёва. В этой пластинке «Земляне» остаются верными главной теме — гражданственности и долга перед родной планетой.
— Журнал «Культура и жизнь», 1988

## Список композиций наLP
| №                   | Название              | Текст песни                    | Музыка                 | Длительность |
| ------------------- | --------------------- | ------------------------------ | ---------------------- | ------------ |
| 1.                  | «День рождения Земли» | Л. Дербенёв                    | В. Киселёв, С. Скачков | 4:56         |
| 2.                  | «Волны»               | Б. Дубровин                    | В. Киселёв, С. Скачков | 3:44         |
| 3.                  | «Ты мне сказала»      | А. Монастырёв, О. Писаржевская | В. Киселёв, С. Скачков | 3:58         |
| 4.                  | «Зло»                 | Б. Дубровин                    | И. Кароглоу            | 2:49         |
| 5.                  | «Ленинград»           | С. Будо                        | В. Киселёв             | 3:49         |
| Общая длительность: | Общая длительность:   | Общая длительность:            | Общая длительность:    | 18:45        |

| №                   | Название            | Текст песни         | Музыка              | Длительность |
| ------------------- | ------------------- | ------------------- | ------------------- | ------------ |
| 1.                  | «Гранит»            | Б. Дубровин         | С. Васильев         | 3:47         |
| 2.                  | «Песня для матери»  | В. Коротич          | Б. Аксёнов          | 2:28         |
| 3.                  | «Друзья»            | С. Будо             | В. Киселёв          | 5:17         |
| 4.                  | «Стон Земли»        | С. Михалков         | С. Васильев         | 3:20         |
| 5.                  | «Артист»            | С. Будо             | В. Киселёв          | 4:02         |
| Общая длительность: | Общая длительность: | Общая длительность: | Общая длительность: | 18:54        |

## Список композиций наMC
1. День рождения Земли (В. Киселёв, С. Скачков — Л. Дербенёв) — 4:56
2. Волны (В. Киселёв, С. Скачков — Б. Дубровин) — 3:44
3. Ленинград (В. Киселёв — С. Будо) — 3:49
4. Чудо рок-н-ролл (В. Киселёв — С. Будо) — 2:30
5. Радость и печаль / она же: Дымкою мая (С. Скачков, В. Киселёв — Б. Дубровин) — 3:35
6. Никогда (С. Скачков — Б. Дубровин) — 3:09
7. Я знаю (В. Киселёв — С. Васильев) — 3:15
8. Зло (И. Кароглоу — Б. Дубровин) — 2:49
9. Ты мне сказала (В. Киселёв, С. Скачков — А. Монастырев, О. Писаржевская) — 3:58
10. Я люблю природу / она же: Пятна на солнце (В. Киселёв, С. Скачков — М. Шабров) — 4:10
11. Песня для матери (Б. Аксенов — В. Коротич) — 2:28
12. Гранит (С. Васильев — Б. Дубровин) — 3:47
13. Стон Земли (С. Васильев — С. Михалков) — 3:20
14. Друзья (В. Киселёв — С. Будо) — 5:17
15. Артист (В. Киселёв — С. Будо) — 4:02

## Интересные факты
- Было два разных варианта оформления обложки, как лицевой, так и задней стороны пластинки[источник не указан 374 дня].
- Песня «Зло» с этого альбома является русскоязычной кавер-версией композиции «Sharp Dressed Man» группы «ZZ Top». Ещё в 1984 году на магнитоальбоме группы «Земляне» вышла кавер-версия этой песни на русском языке, под названием «Ау…» («Мы здесь не одни»), исполнявшаяся также на концертах коллектива. В 1987 году музыканты группы сделали второй вариант кавер-версии на «Sharp Dressed Man», с новым текстом на русском языке под названием «Зло»[источник не указан 374 дня].
- С песней «Волны» вышедшей на данном альбоме, группа «Земляне» получила Первую премию «За высокий профессионализм» на Международном музыкальном фестивале «Шлягер — 87» в Дрездене (ГДР), в сентябре 1987 года.[3][неавторитетный источник][4]
- С песней «Радость и печаль» вышедшей на данном альбоме, группа «Земляне» стала лауреатом Международного музыкального фестиваля в Сопоте, в августе 1988 года.[5][неавторитетный источник][6]

## Музыканты участвовавшие в записи
- Сергей Скачков — клавишник (1-10), вокал (1, 3, 5, 8-10)
- Борис Аксёнов — бас-гитара, гитара, клавишник
- Сергей Васильев — гитара, вокал (8)
- Иван Ковалев — бас-гитара
- Анатолий Лобачёв — клавишник, гитара
- Георгий Тонкилиди — барабаны
- Юрий Бабенко — гитара, вокал (8)
- Юрий Жучков — вокал (1-8)

Аранжировки Сергея Скачкова. Звукорежиссёр Юрий Морозов. Редактор Ирина Рябова.
Ленинградская студия грамзаписи, 1987 год.